# Hénu
Hénu is een gemeente in het Franse departement Pas-de-Calais (regio Hauts-de-France) en telt 152 inwoners (1999). De plaats maakt deel uit van het arrondissement Arras.

## Geografie

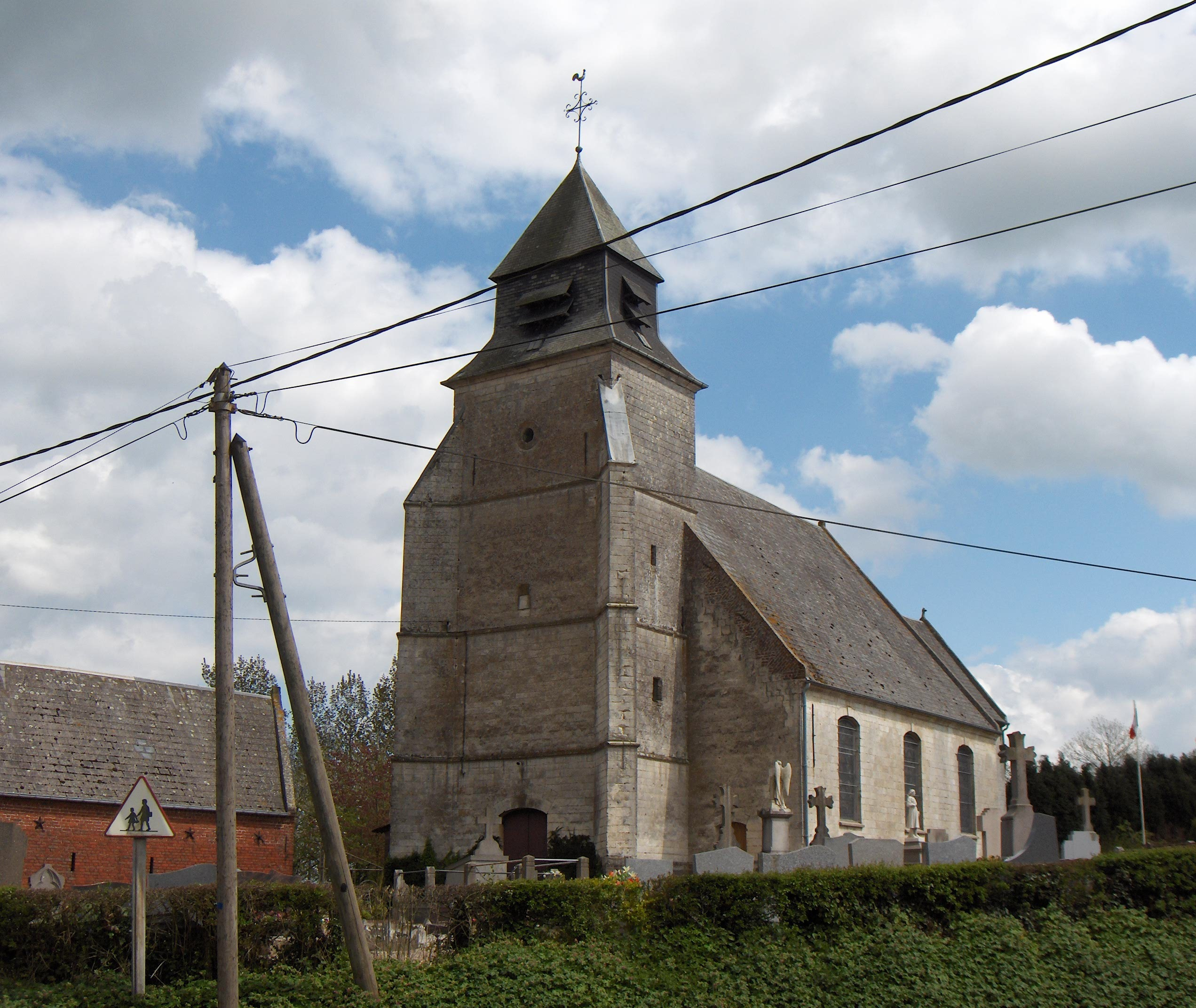
Sint-Niklaaskerk in Henu (1774)

De oppervlakte van Hénu bedraagt 4,3 km², de bevolkingsdichtheid is 35,3 inwoners per km².
De onderstaande kaart toont de ligging van Hénu met de belangrijkste infrastructuur en aangrenzende gemeenten.

## Demografie
Onderstaande figuur toont het verloop van het inwonertal (bron: INSEE-tellingen).